# Rhoptromyrmex opacus
Rhoptromyrmex opacus é uma espécie de formiga do gênero Rhoptromyrmex, pertencente à subfamília Myrmicinae.